# Чад на Олимпийских играх
Чад принимал участие в 13 летних Олимпийских играх. Страна дебютировала на Играх в Токио в 1964 году и с тех пор принимал участие во всех летних Олимпийских играх, кроме Игр в Монреале и в Москве, к бойкоту которых она присоединилась. Спортсмены Чада принимали участие в соревнованиях по боксу, дзюдо, лёгкой атлетике и стрельбе из лука. Наиболее крупные делегации (по 6 человек) представляли страну на Играх 1988 и 1992 годов.
В зимних Олимпийских играх спортсмены Чада участия не принимали. Чад никогда не завоёвывал олимпийских медалей.
Национальный спортивный комитет Чада основан в 1963 году, признан МОК в 1964 году.

## Таблица медалей

### Летние Олимпийские игры
| Игры                | Спортсменов         | Золото              | Серебро             | Бронза              | Всего               | Место               |
| ------------------- | ------------------- | ------------------- | ------------------- | ------------------- | ------------------- | ------------------- |
| 1964 Токио          | 2                   | 0                   | 0                   | 0                   | 0                   | —                   |
| 1968 Мехико         | 3                   | 0                   | 0                   | 0                   | 0                   | —                   |
| 1972 Мюнхен         | 4                   | 0                   | 0                   | 0                   | 0                   | —                   |
| 1976 Монреаль       | не принимал участие | не принимал участие | не принимал участие | не принимал участие | не принимал участие | не принимал участие |
| 1980 Москва         | не принимал участие | не принимал участие | не принимал участие | не принимал участие | не принимал участие | не принимал участие |
| 1984 Лос-Анджелес   | 3                   | 0                   | 0                   | 0                   | 0                   | —                   |
| 1988 Сеул           | 6                   | 0                   | 0                   | 0                   | 0                   | —                   |
| 1992 Барселона      | 6                   | 0                   | 0                   | 0                   | 0                   | —                   |
| 1996 Атланта        | 4                   | 0                   | 0                   | 0                   | 0                   | —                   |
| 2000 Сидней         | 2                   | 0                   | 0                   | 0                   | 0                   | —                   |
| 2004 Афины          | 1                   | 0                   | 0                   | 0                   | 0                   | —                   |
| 2008 Пекин          | 2                   | 0                   | 0                   | 0                   | 0                   | —                   |
| 2012 Лондон         | 2                   | 0                   | 0                   | 0                   | 0                   | —                   |
| 2016 Рио-де-Жанейро | 2                   | 0                   | 0                   | 0                   | 0                   | —                   |
| 2020 Токио          | 3                   | 0                   | 0                   | 0                   | 0                   | —                   |
| Всего               | Всего               | 0                   | 0                   | 0                   | 0                   |                     |